# R. c. Jorgensen
R. c. Jorgensen est une décision de la Cour suprême du Canada rendue en 1995 sur l'exigence de connaissance pour les infractions criminelles. La Cour a statué que l'infraction de vendre « sciemment » du matériel obscène exige que l'accusé sache que la caractéristique dominante du matériel était l'exploitation sexuelle et qu'il connaissait les actes précis qui rendaient le matériel obscène. Lorsque l'accusé a des soupçons sur les caractéristiques dominantes ou les actes spécifiques du matériel, mais a décidé de ne pas en savoir davantage, il sera réputé avoir connu le contenu du matériel. Cette décision confirme en grande partie ce qui a été jugé dans l'affaire antérieure R. c. Sansregret.

## Les faits
Jorgensen était propriétaire d'un magasin de vidéos pour adultes en Ontario. Des policiers en civil ont acheté plusieurs vidéos dans son magasin, dont plusieurs montraient des scènes sexuelles explicites accompagnées de violence. Toutes les vidéos en question avaient été approuvées par la Commission de contrôle cinématographique de l'Ontario (CCCO). Néanmoins, Jorgensen a été inculpé de huit chefs d'accusation d'avoir vendu « sciemment » du matériel obscène « sans justification ni excuse légitimes », contrairement à l'article 163 (2) a) du Code criminel.
Le juge du procès a conclu que trois des vidéos étaient « obscènes » au sens du paragraphe 163 (8) du Code criminel, et l'accusé a été déclaré coupable. La décision a été confirmée par la Cour d'appel de l'Ontario.

## Jugement de la Cour suprême
La Cour a annulé la déclaration de culpabilité à l'unanimité et accueilli l'appel. Le juge Sopinka, s'exprimant au nom de la majorité, a conclu que pour prouver la mens rea de l'infraction, « le ministère public devait faire la preuve de la connaissance de la part de l'accusé inculpé d'une infraction visée à l'al. 163(2) a), non seulement qu'il savait que le matériel avait comme caractéristique dominante l'exploitation des choses sexuelles, mais qu'il était au courant de la présence des éléments du matériel qui en droit rendait indue l'exploitation des choses sexuelles. ».
Le tribunal a acquitté Jorgensen parce qu'il n'y avait aucune preuve indiquant qu'il avait une quelconque connaissance du contenu des vidéos au-delà du fait qu'il s'agissait de films sexuels et qu'il s'agissait peut-être d'une exploitation par nature.

## Motifs concordants du juge Lamer
Le juge en chef Lamer, parlant en son nom propre, était d'accord avec la décision de la majorité, mais il est allé plus loin en considérant la défense d'erreur provoquée par une personne en autorité. Il a reconnu que même si l'erreur de droit n'est pas une excuse, l'application stricte de la doctrine pourrait causer une injustice :

« L'erreur de droit provoquée par une personne en autorité existe à titre d'exception à la règle selon laquelle l'ignorance de la loi ne constitue pas une excuse.  Comme il a été souligné dans plusieurs des affaires où cette règle a été analysée, la complexité des règlements actuels permet de présumer qu'un citoyen responsable ne peut raisonnablement avoir une connaissance approfondie du droit.  Toutefois, cette complexité ne justifie pas le rejet d'une règle qui encourage les citoyens à devenir responsables et le gouvernement à rendre publiques les règles de droit, et qui constitue un fondement essentiel de la primauté du droit.  La multiplicité des règlements est un motif qui permet de créer une exception limitée à la règle selon laquelle l'ignorance de la loi n'est pas une excuse. »

Après avoir examiné un certain nombre de sources universitaires et l'évolution de la jurisprudence canadienne, le juge en chef Lamer a proposé que l'erreur provoquée par une personne en autorité soit reconnue au Canada comme une excuse, fonctionnant de la même manière que l'excuse de provocation policière, qui, si elle réussit, entraînerait un arrêt des procédures plutôt qu'un acquittement. Il a énuméré six éléments essentiels de la défense :
1. L'erreur était une erreur de droit ou une erreur mixte de droit et de fait.
2. L'accusé a examiné sa position à l'égard de la loi.
3. L'avis obtenu provenait d'une personne en autorité compétente en la matière.
4. L'avis était raisonnable dans les circonstances.
5. L'avis obtenu doit être erroné.
6. L'accusé doit établir qu'il s'est fondé sur l'avis de la personne en autorité.

Sur les faits de la cause, le juge en chef Lamer était d'accord avec l'acquittement par la majorité, mais il aurait également excusé Jorgensen sur la base de l'erreur provoquée par la personne en autorité si le ministère public avait prouvé sa thèse. Il a constaté que Jorgensen remplissait les six critères. Plus important encore, il a constaté que Jorgensen avait correctement examiné les conséquences juridiques de ses actions et que le CCCO était un organisme officiel approprié pour déterminer si un film était légalement autorisé ou non.

## Développements subséquents
Bien que l'avis du juge en chef Lamer de la défense d'erreur provoquée par une personne en autorité n'ait pas été repris par la majorité de la cour, la doctrine a été adoptée par un certain nombre de cours provinciales au cours des années suivantes. En 2006, la Cour suprême du Canada a reconnu à l'unanimité cette doctrine dans Lévis (Ville) c. Tétreault ;  Lévis (Ville) c. 2629-4470 Québec inc..